# Daniel Lozada
Daniel Ezequiel Lozada Casapia, (Arequipa, 1946[cita requerida]) es un economista, empresario y político peruano. Fue Ministro del Interior del Perú, desde el 11 de diciembre de 2011 hasta el 10 de mayo de 2012.

## Biografía
Cursó su educación primaria en el Colegio San José de su ciudad natal, y la secundaria en el Colegio Militar Francisco Bolognesi. Se graduó de economista en la Universidad Nacional Agraria La Molina, en Lima.
Como empresario, se ha dedicado a la asesoría de la exportación minera y agrícola. Ha sido durante diez años Gerente General de Contilatin del Perú S.A. También se ha desempeñado como Director Gerente General de Avícolas Asociadas S.A., Director Ejecutivo de Reproductoras Asociadas S.A., Director de Servicios Agropecuarios Chilca S.A., Director Gerente General de Consorcio Internacional Comercial S.A. y Administrador del Fundo Santa Gabriela.
Entre los años 2000 y 2011 se desempeñó como jefe del Gabinete de Asesores de la Alta Dirección del Ministerio del Interior, en donde desarrolló proyectos como el Servicio Policial Voluntario y la Ley de Incorporación de las Rondas Campesinas al Patrullaje Rural. Tuvo una participación directa en el desarrollo de la política de dicho ministerio, al frente de un equipo multidisciplinario de asesores.

### Ministro del Interior
El 10 de diciembre de 2011, al recomponerse el primer gabinete del presidente Ollanta Humala, fue nombrado Ministro de Interior, reemplazando a Óscar Valdés, quien pasó a presidir el Consejo de Ministros.
La causa inmediata de su caída como ministro fue el desafortunado papel que desempeñó en la llamada “Operación Libertad”, operativo de fuerzas militares y policiales combinadas desplegado en el VRAE para rescatar a 36 personas secuestradas por la banda terrorista que opera en dicha zona. A decir de la versión oficial, los rehenes fueron liberados debido a la presión de las fuerzas armadas (14 de abril). El operativo dejó, no obstante, un saldo de ocho efectivos muertos y varios heridos; aun así se habló oficialmente de que se trató de una “operación impecable”. Pero lo que más indignó a la opinión pública fue el hecho que tres policías de la Dinoes fueran abandonados a su suerte en la selva tras descender del helicóptero que los transportaba, momento en que fueron atacados por los terroristas (12 de abril). Uno de ellos, Lander Tamani, murió en combate. Los otros dos fueron declarados desaparecidos.  Diecisiete días después, uno de ellos, Luis Astuquillca, apareció con vida llegando por sus propios medios al poblado de Kiteni, a pesar de estar herido en una pierna; mientras que el otro, César Vilca, fue encontrado muerto por su padre, luego que éste se internara en la agreste región por su propia cuenta, contando solo con el apoyo de los lugareños. Pese a ello, el Ministerio del Interior emitió un comunicado informando de la aparición del cadáver de Vilca gracias a una intensa búsqueda por parte de la policía. La opinión pública reaccionó indignada y exigió la renuncia del ministro del Interior Daniel Lozada y del ministro de Defensa Alberto Otárola. En el entierro del suboficial Vilca, Lozada fue abucheado.
El 3 de mayo de 2012, en el pleno del congreso se presentó la moción de censura contra Lozada y Otárola por "incapacidad, falta de liderazgo y estrategia".
El 10 de mayo, ambos ministros presentaron su renuncia irrevocable, a fin de evitar la censura en el Congreso.